# Isabel Gülck
Isabel Buder-Gülck (née le 11 février 1991 à Elmshorn) est une mannequin allemande. Elle est aussi chanteuse sous le nom d’Isi Glück.

## Biographie
Après avoir fréquenté l'école primaire à Kiebitzreihe, elle a son diplôme d'études secondaires à l'école Jacob Struve à Horst (Holstein). Elle fait une formation dans la vente d'articles de sport puis est secrétaire en assurance dans l'entreprise de son père. Le 11 février 2012, elle devient Miss Allemagne à Europa-Park en tant que Miss Schleswig-Holstein. En tant que Miss Allemagne, elle fait environ 200 apparitions jusqu'à ce qu'elle soit remplacée le 24 février 2013 par Caroline Noeding.
À partir de 2017, elle se produit régulièrement en tant que Isi Glück au Mega-Park de Majorque, où elle chante notamment l'hymne du biergarten Hände hoch Malle.

## Discographie
Singles
- 2017 : Ich will zurück zu Dir (Hände hoch Malle)
- 2017 : 13 Tage
- 2017 : Ein kleines bisschen küssen
- 2017 : Der kleine Haifisch
- 2018 : Die Kinder von Malle (mit Bianca Hill)
- 2018 : Das Leben ist ne Party
- 2019 : Die Party sind wir
- 2019 : Homegirls

Featurings
- 2017 : Darius & Finlay – Was immer bleibt (feat. Isi Glück)
- 2019 : Mallorca Allstars (Isi Glück, Ikke Hüftgold, Almklausi, Lorenz Büffel, Carolina & HONK!) – Eine Liebe

## Source de la traduction
- (de) Cet article est partiellement ou en totalité issu de l’article de Wikipédia en allemand intitulé « Isabel Gülck » (voir la liste des auteurs).